# Ernest Legouvé
Gabriel Jean Baptiste Ernest Wilfrid Legouvé, född den 15 februari 1807 i Paris, död där den 14 mars 1903, var en fransk författare. Han var son till Gabriel-Marie Legouvé.
Legouvé vann 1827 pris i Franska akademien för poemet Découverte de l'imprimerie. På dramats område hade han framgång med Louise de Lignerolles (1838), vars titelroll spelades av Mademoiselle Mars, Adrienne Lecouvreur (1849), ett bravurstycke för Rachel, Bataille des dames (1851, ”När damerna föra krig”) och Les contes de la reine de Navarre (1851; ”En saga av drottningen av Navarra”), de tre senare i samarbete med Eugène Scribe. Legouvé författade dessutom tragedin Médée (1854) för Rachel, men hon vägrade trots kontrakt att spela pjäsen. I översättning till italienska gjorde den emellertid stor succé i Europas större städer, med Adelaide Ristori i titelrollen.
Som dramatiker var Legouvé inspirerad av François Ponsards klassicism. Bland hans övriga pjäser kan nämnas komedierna Par droit de conquète (1855; ”Börd och förtjänst”), Le pamphlet (1857; ”En smädeskrift”), Les doigts de fée (1858, med Scribe; ”Trollfingrarna”) och Miss Suzanne (1867) samt dramen Les deux reines de France (1865). Den sistnämnda var förbjuden av censuren fram till 1872, då den uppfördes med musik av Charles Gounod.
Föreläsningar som han 1847 höll vid Collège de France över kvinnans borgerliga utveckling gavs ut i Histoire morale des femmes (1848; ”Qvinnans historia”). Han gjorde sig ytterligare bemärkt i kvinnofrågan genom arbetena Les pères et les enfants au XIX:e siècle (två band, 1867–1869; ”Det nittonde århundradets fäder och söner”), Messieurs les enfants (1868), en humoristisk hyllning av barnet som ensam härskare i hemmet, och Nos fils et nos filles (1879). Legouvé var berömd för sin utmärkta talarkonst, och i den mycket spridda skriften Petit traité de lecture à haute roix (1878) inskärpte han vikten av rationella välläsningsövningar i skolorna.
Bland Legouvés främsta arbeten är hans memoarer, Soixante ans de souvenirs (två band, 1886–1887). Han skrev även romanerna Édith de Falsen (1840) och Beatrix, ou la madone de l'art (1860). Från 1855 var Legouvé medlem av Franska akademien.

## Böcker på svenska
- Louise de Lignerolles: dram i fem akter (Louise de Lignerolles) (tillsammans med Dinaux, pseudonym för Prosper-Parfait Goubaux) (översättning Fredrik Niklas Berg, Hjerta, 1839)
- En saga af drottningen af Navarra: komedi i fem akter  (Les contes de la reine de Navarre)(tillsammans med Eugène Scribe) (översättning Fredrik Niklas Berg, 1852)
- Adrienne Lecouvreur: skådespel i fem akter (Adrienne Lecouvreur) (tillsammans med Eugène Scribe) (översättning Fredrik Niklas Berg, 1852)
- Qvinnans historia (Histoire morale des femmes) (översättning Aurora von Qvanten, Hierta, 1867) Fulltext på Runeberg
- Det nittonde århundradets fäder och söner. 1, Den första ungdomen (Les pères et les enfants au XIX:e siècle) (översättning Aurora von Qvanten, Hierta, 1869)
- Drottning Margaretas noveller: Historisk-romantiska berättelse (tillsammans med Eugène Scribe) (Köller, 1880)
- Kortfattad handledning i välläsning (Edlund, 1899)
- Medea: sorgespel i tre akter (Médée) (översättning G. Lilje, 1927)